# Down For Whatever
A Down For Whatever egy magyar metalcore együttes Budapestről. 2015-ben alapította Császár Róbert. Tagjai Diószegi Kiki (vokál), Császár Róbert (szólógitár), Czink Zsombor (basszusgitár) és Zsoldos Dávid (dob).

## Történet
A Down For Whatever egy 2015-ben, Budapesten alakult modern metal / metalcore zenekar. Zenéjükön elsősorban a Nu-metal, a post-hardcore, és  a metalcore stílusjegyei érződnek. A korai számaik egyértelműen a dallamos hardcore együtteseket idézik, de későbbi kiadványaikon már több stílus is keveredik, és a modern elektronikus zenei irányzatok befolyása is erősen érződik.
Általánosan jellemzőek a Down For Whatever zenéjére a tördelt, breakdown-szerű riffek, az erős, sötét, személyesebb hangvételű vagy társadalomkritikus szövegek, melyek többszólamú (sokszor kórusként is funkcionáló), női vokálokkal kiegészített énekkel hallhatóak, helyenként scream betétekkel megerősítve a dalok mondanivalóját.
A zenekar első, “White Light” c. albuma 2017 májusában jelent meg, melyet Császár Róbert (gitár), Zsoldos Dávid (dob) és Diószegi Kiki (ének) írtak meg és rögzítettek, majd a felvételek után csatlakozott a bandához Czink Zsombor (basszusgitár). Olyan nemzetközi zenekarokkal játszottak együtt, mint például az Eskimo Callboy, We came as romans, Helia, Ignite; majd az első magyar nyelvű kislemezük (Ennyi volt) után egy 14 állomásos magyarországi turnén vettek részt az AWS és a USEME zenekarokkal.
A zenekar 2019. március 9-én tartotta a négyéves születésnapjával egybekötött kislemez-bemutatóját a Dürer Kert 041-es termében. Legfrissebb kiadványuk a legutóbbi kislemezük záró dalának, a líra hangzású "Talán"-nak a videóklipje.

### Jelenlegi tagok
- Diószegi Kiki – vokál (2015 óta)
- Császár Róbert – szólógitár (2015 óta)
- Zsoldos Dávid – dobok (2016 óta)
- Czink Zsombor – basszusgitár (2017 óta)

### Egykori tagok
- Császár Attila – basszusgitár (2015–2017)
- Szabó Tamás – gitár (2015–2016)
- Standovár Mátyás – dob (2015)

## Diszkográfia

### Stúdióalbumok
| Év   | Albumcím    | Kiadó          |
| ---- | ----------- | -------------- |
| 2022 | Mondd El    | szerzői kiadás |
| 2020 | Zuhanás     | szerzői kiadás |
| 2017 | White Light | szerzői kiadás |

### Single-ök
| Év   | Albumcím            | Kiadó          |
| ---- | ------------------- | -------------- |
| 2024 | Kötéltánc           | szerzői kiadás |
| 2023 | Ébressz Fel         | szerzői kiadás |
| 2022 | Voltam/Leszek       | szerzői kiadás |
| 2022 | Messze Még A Vége   | szerzői kiadás |
| 2021 | Szakíts szét        | szerzői kiadás |
| 2021 | Porszemek a Fényben | szerzői kiadás |
| 2019 | Megfagytál          | szerzői kiadás |
| 2019 | Hogy Lesz Tovább?   | szerzői kiadás |
| 2019 | Visszaút            | szerzői kiadás |
| 2019 | Talán               | szerzői kiadás |
| 2019 | Ennyi volt          | szerzői kiadás |
| 2018 | Művilág             | szerzői kiadás |
| 2018 | Nincs helyed        | szerzői kiadás |

## Kislemezek
| Év   | Számcím    | Kiadó          |
| ---- | ---------- | -------------- |
| 2019 | Ennyi Volt | szerzői kiadás |

## Videóklipek
| Év   | Számcím             | Rendező |
| ---- | ------------------- | ------- |
| 2024 | Kötéltánc           | DFW     |
| 2023 | Ébressz Fel         | DFW     |
| 2023 | Ez A Város          | DFW     |
| 2022 | Mögötted Állok      | DFW     |
| 2022 | Mondd El            | DFW     |
| 2022 | Voltam/Leszek       | DFW     |
| 2021 | Szakíts szét        | DFW     |
| 2021 | Porszemek a Fényben | DFW     |
| 2020 | Zuhanás             | DFW     |
| 2020 | Mindig Lesz Helyed  | DFW     |
| 2019 | Hogy Lesz Tovább?   | DFW     |
| 2019 | Visszaút            | DFW     |
| 2019 | Visszaút            | DFW     |
| 2019 | Talán               | DFW     |
| 2018 | Művilág             | DFW     |
| 2018 | Nincs helyed        | DFW     |